# قهرمانی شطرنج جهان ۲۰۱۴
قهرمانی شطرنج جهان ۲۰۱۴ رقابت قهرمانی شطرنج جهان بین ماگنوس کارلسن قهرمان فعلی جهان و ویسواناتان آناند قهرمان کاندیداتوری جهان بود، که از تاریخ ۱۶ آبان تا ۲ آذر ۱۳۹۳ در شهر سوچی در کشور روسیه برگزار شد.
در این رقابت که مقرر شده بود در طی ۱۲ مسابقه به انجام برسد، کارلسن پس از انجام ۱۱ مسابقه با نتیجه ۶٫۵–۴٫۵ از ویسواناتان آناند پیش افتاد و بدون نیاز به برگزاری مسابقه آخر، مجدداً عنوان قهرمانی شطرنج جهان را به دست آورد.

## رقابت انتخابی کاندیداتوری جهان

### بازیکنان حاضر در رقابت
| بازیکن           | نحوه راه یابی |
| ---------------- | --- |
| ویسواناتان آناند | بازنده رقابت قهرمانی شطرنج جهان در سال ۲۰۱۳                                                                        |
| ولادیمیر کرامنیک | نفرات اول و دوم جام جهانی شطرنج در سال ۲۰۱۳                                                                        |
| دمیتری آندرکین   | نفرات اول و دوم جام جهانی شطرنج در سال ۲۰۱۳                                                                        |
| وسلین توپالف     | نفرات اول و دوم لیگ جایزه بزرگ شطرنج فصل ۱۴–۲۰۱۳                                                                   |
| شهریار ممدیاروف  | نفرات اول و دوم لیگ جایزه بزرگ شطرنج فصل ۱۴–۲۰۱۳                                                                   |
| لئون آرونیان     | دو نفر با بالاترین رده در رنکینگ جهانی شطرنج که در مسابقات جام جهانی شطرنج یا لیگ جایزه بزرگ شطرنج شرکت کرده باشند |
| سرگئی کارجاکین   | دو نفر با بالاترین رده در رنکینگ جهانی شطرنج که در مسابقات جام جهانی شطرنج یا لیگ جایزه بزرگ شطرنج شرکت کرده باشند |
| پیوتر سویدلر     | یک نفر به انتخاب فدراسیون جهانی شطرنج                                                                              |

### نتایج به دست آمده و رده‌بندی نهایی[۲]
| رده | بازیکن           | ریتینگ March 2014 | ۱ (VA) | ۱ (VA) | ۲ (SK) | ۲ (SK) | ۳ (VK) | ۳ (VK) | ۴ (SM) | ۴ (SM) | ۵ (DA) | ۵ (DA) | ۶ (LA) | ۶ (LA) | ۷ (PS) | ۷ (PS) | ۸ (VT) | ۸ (VT) | امتیاز کل | در صورت برابری امتیاز | در صورت برابری امتیاز | در صورت برابری امتیاز |
| رده | بازیکن           | ریتینگ March 2014 | ۱ (VA) | ۱ (VA) | ۲ (SK) | ۲ (SK) | ۳ (VK) | ۳ (VK) | ۴ (SM) | ۴ (SM) | ۵ (DA) | ۵ (DA) | ۶ (LA) | ۶ (LA) | ۷ (PS) | ۷ (PS) | ۸ (VT) | ۸ (VT) | امتیاز کل | نتایج مستقیم          | تعداد برد             | بهترین نتیجه فصل      |
|     |                  |                   | سفید   | سیاه   | سفید   | سیاه   | سفید   | سیاه   | سفید   | سیاه   | سفید   | سیاه   | سفید   | سیاه   | سفید   | سیاه   | سفید   | سیاه   |           |                       |                       |                       |
| --- | ---------------- | ----------------- | ------ | ------ | ------ | ------ | ------ | ------ | ------ | ------ | ------ | ------ | ------ | ------ | ------ | ------ | ------ | ------ | --------- | --------------------- | --------------------- | --------------------- |
| ۱   | ویسواناتان آناند | ۲۷۷۰              |        |        | ۰٫۵    | ۰٫۵    | ۰٫۵    | ۰٫۵    | ۰٫۵    | ۱      | ۰٫۵    | ۰٫۵    | ۱      | ۰٫۵    | ۰٫۵    | ۰٫۵    | ۱      | ۰٫۵    | ۸٫۵       | —                     | ۳                     | ۵۷٫۲۵                 |
| ۲   | سرگئی کارجاکین   | ۲۷۶۶              | ۰٫۵    | ۰٫۵    |        |        | ۱      | ۰      | ۰٫۵    | ۰٫۵    | ۰٫۵    | ۰٫۵    | ۰      | ۱      | ۰٫۵    | ۱      | ۰٫۵    | ۰٫۵    | ۷٫۵       | —                     | ۳                     | ۵۱٫۷۵                 |
| ۳   | ولادیمیر کرامنیک | ۲۷۸۷              | ۰٫۵    | ۰٫۵    | ۱      | ۰      |        |        | ۱      | ۰٫۵    | ۰٫۵    | ۰٫۵    | ۰٫۵    | ۰٫۵    | ۰      | ۰٫۵    | ۱      | ۰      | ۷         | ۲٫۵                   | ۳                     | ۴۹٫۲۵                 |
| ۴   | شهریار ممدیاروف  | ۲۷۵۷              | ۰      | ۰٫۵    | ۰٫۵    | ۰٫۵    | ۰٫۵    | ۰      |        |        | ۱      | ۰٫۵    | ۱      | ۰      | ۱      | ۰٫۵    | ۰٫۵    | ۰٫۵    | ۷         | ۲                     | ۳                     | ۴۸٫۰۰                 |
| ۵   | دمیتری آندرکین   | ۲۷۰۹              | ۰٫۵    | ۰٫۵    | ۰٫۵    | ۰٫۵    | ۰٫۵    | ۰٫۵    | ۰٫۵    | ۰      |        |        | ۱      | ۰٫۵    | ۰٫۵    | ۰      | ۱      | ۰٫۵    | ۷         | ۱٫۵                   | ۲                     | ۴۸٫۵۰                 |
| ۶   | لئون آرونیان     | ۲۸۳۰              | ۰٫۵    | ۰      | ۰      | ۱      | ۰٫۵    | ۰٫۵    | ۱      | ۰      | ۰٫۵    | ۰      |        |        | ۱      | ۰٫۵    | ۰٫۵    | ۰٫۵    | ۶٫۵       | ۱٫۵                   | ۳                     | ۴۵٫۰۰                 |
| ۷   | پیوتر سویدلر     | ۲۷۵۸              | ۰٫۵    | ۰٫۵    | ۰      | ۰٫۵    | ۰٫۵    | ۱      | ۰٫۵    | ۰      | ۱      | ۰٫۵    | ۰٫۵    | ۰      |        |        | ۱      | ۰      | ۶٫۵       | ۰٫۵                   | ۳                     | ۴۶٫۰۰                 |
| ۸   | وسلین توپالف     | ۲۷۸۵              | ۰٫۵    | ۰      | ۰٫۵    | ۰٫۵    | ۱      | ۰      | ۰٫۵    | ۰٫۵    | ۰٫۵    | ۰      | ۰٫۵    | ۰٫۵    | ۱      | ۰      |        |        | ۶         | —                     | ۲                     | ۴۲٫۲۵                 |

## رقابت قهرمانی شطرنج جهان

### بازیکنان حاضر در رقابت
| بازیکن           | نحوه راه یابی                              |
| ---------------- | ------------------------------------------ |
| ماگنوس کارلسن    | قهرمانی شطرنج جهان در سال ۲۰۱۳             |
| ویسواناتان آناند | قهرمانی رقابت کاندیداتوری جهان در سال ۲۰۱۴ |

### نتایج رویارویی قبلی
| نتایج رویارویی مستقیم    | نتایج رویارویی مستقیم    | نتایج رویارویی مستقیم | نتایج رویارویی مستقیم | نتایج رویارویی مستقیم | نتایج رویارویی مستقیم |
|                          |                          | برد کارلسن            | مساوی                 | برد آناند             | جمع کل                |
| ------------------------ | ------------------------ | --------------------- | --------------------- | --------------------- | --------------------- |
| شطرنج کلاسیک             | کارلسن (سفید)            | ۴                     | ۱۳                    | ۴                     | ۲۱                    |
| شطرنج کلاسیک             | آناند (سفید)             | ۲                     | ۱۵                    | ۲                     | ۱۹                    |
| شطرنج کلاسیک             | مجموع                    | ۶                     | ۲۸                    | ۶                     | ۴۰                    |
| شطرنج سریع/برق‌آسا/نمایشی | شطرنج سریع/برق‌آسا/نمایشی | ۹                     | ۱۸                    | ۱۰                    | ۳۷                    |
| جمع کل                   | جمع کل                   | ۱۵                    | ۴۶                    | ۱۶                    | ۷۷                    |

### نتایج به دست آمده و رده‌بندی نهایی
| رده | بازیکن                 | ریتینگ November 2014 | مسابقه ۱ | مسابقه ۲ | مسابقه ۳ | مسابقه ۴ | مسابقه ۵ | مسابقه ۶ | مسابقه ۷ | مسابقه ۸ | مسابقه ۹ | مسابقه ۱۰ | مسابقه ۱۱ | مسابقه ۱۲ | امتیاز کل |
| --- | ---------------------- | -------------------- | -------- | -------- | -------- | -------- | -------- | -------- | -------- | -------- | -------- | --------- | --------- | --------- | --------- |
| ۱   | ماگنوس کارلسن (نروژ)   | ۲۸۶۳                 | ۰٫۵      | ۱        | ۰        | ۰٫۵      | ۰٫۵      | ۱        | ۰٫۵      | ۰٫۵      | ۰٫۵      | ۰٫۵       | ۱         | -         | ۶٫۵       |
| ۲   | ویسواناتان آناند (هند) | ۲۷۹۲                 | ۰٫۵      | ۰        | ۱        | ۰٫۵      | ۰٫۵      | ۰        | ۰٫۵      | ۰٫۵      | ۰٫۵      | ۰٫۵       | ۰         | -         | ۴٫۵       |